# Хакетт (Арканзас)
Хакетт (англ. Hackett, Arkansas) — город, расположенный в округе Себасчан (штат Арканзас, США) с населением в 812 человек по данным переписи 2010 года.

## География

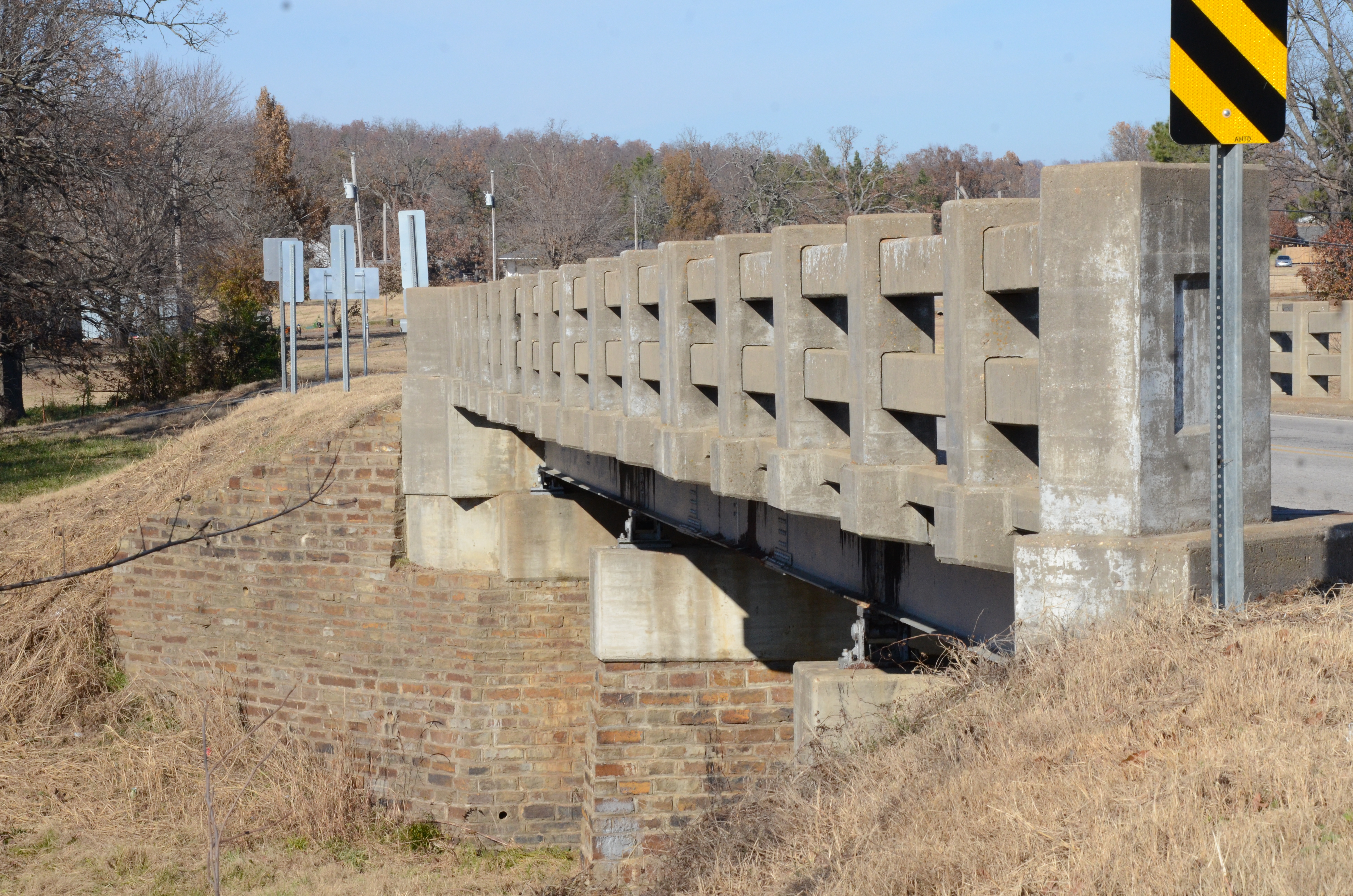
Исторический автомобильный мост рядом с городом (занесен в Национальный реестр исторических мест США)

По данным Бюро переписи населения США город Хакетт имеет общую площадь в 4,14 квадратных километров, водных ресурсов в черте населённого пункта не имеется.
Город Хакетт расположен на высоте 164 метра над уровнем моря.

## Демография
По данным переписи населения 2000 года в Хакетте проживало 694 человека, 193 семьи, насчитывалось 277 домашних хозяйств и 294 жилых дома. Средняя плотность населения составляла около 165,2 человека на один квадратный километр. Расовый состав Хакетта по данным переписи распределился следующим образом: 95,1 % белых, 0,43 % — чёрных или афроамериканцев, 2,16 % — коренных американцев, 1,15 % — азиатов, 1,01 % — представителей смешанных рас, 0,14 % — других народностей. Испаноговорящие составили 0,72 % от всех жителей города.
Из 277 домашних хозяйств в 33,9 % — воспитывали детей в возрасте до 18 лет, 49,1 % представляли собой совместно проживающие супружеские пары, в 14,4 % семей женщины проживали без мужей, 30,0 % не имели семей. 27,4 % от общего числа семей на момент переписи жили самостоятельно, при этом 13,4 % составили одинокие пожилые люди в возрасте 65 лет и старше. Средний размер домашнего хозяйства составил 2,51 человек, а средний размер семьи — 3,00 человек.
Население города по возрастному диапазону по данным переписи 2000 года распределилось следующим образом: 27,5 % — жители младше 18 лет, 8,2 % — между 18 и 24 годами, 29,8 % — от 25 до 44 лет, 21,9 % — от 45 до 64 лет и 12,5 % — в возрасте 65 лет и старше. Средний возраст жителей составил 35 лет. На каждые 100 женщин в Хакетте приходилось 89,1 мужчин, при этом на каждые сто женщин 18 лет и старше приходилось 90,5 мужчин также старше 18 лет.
Средний доход на одно домашнее хозяйство в городе составил 30 809 долларов США, а средний доход на одну семью — 35 909 долларов. При этом мужчины имели средний доход в 27 500 долларов США в год против 20 446 долларов среднегодового дохода у женщин. Доход на душу населения в городе составил 13 051 доллар в год. 7,9 % от всего числа семей в округе и 11 % от всей численности населения находилось на момент переписи населения за чертой бедности, при этом 9,2 % из них были моложе 18 лет и 28,4 % — в возрасте 65 лет и старше.

## Интересные места
В зоопарке Дир-Эйкерс, расположенном на Дженсен-роуд, содержатся различные животные, включая капибар, обезьян и аллигаторов.